# Гайдамацький провулок
Гайдама́цький прову́лок — провулок у Голосіївському районі міста Києва, місцевість Забайків'я. Пролягає від Гайдамацької вулиці (двічі).

## Історія
Провулок виник наприкінці XIX століття під назвою Незаселений. Близько 1913 року отримав іншу назву — Петропавлівський провулок. З 1930-х років мав назву (5-та) вулиця Котовського. 1955 року отримав назву Волзький провулок, на честь річки Волга. 
Сучасна назва на честь гайдамацького руху — з серпня 2022 року.

## Забудова
Забудова вулиці — переважно приватна малоповерхова, переважно 1-ї половини XX століття.